# Producto interior neto
El producto interior neto (PIN) es una magnitud macroeconómica que equivale al producto interior bruto (PIB) menos la depreciación de los bienes de capital de un país:
{\displaystyle PIB-D=PIN}
El producto interior neto contabiliza el capital que se ha consumido a lo largo del año en forma de deterioro de viviendas, vehículos o maquinaria. La depreciación contabilizada suele denominarse «consumo de capital» y representa la cantidad de capital que se necesitaría para sustituir esos bienes depreciados. La parte del gasto de inversión que se utiliza para sustituir los equipos desgastados y obsoletos - la depreciación -, aunque es esencial para mantener el nivel de producción, no aumenta en modo alguno las capacidades de la economía. Si el PIB creciera simplemente por el hecho de que se gastara más dinero en mantener el stock de capital debido al aumento de la depreciación, no significaría que nadie hubiera salido ganando. Por ello, algunos economistas consideran que el PIN es una mejor medida del bienestar social y económico que el PIB.
Si el país no es capaz de reemplazar el stock de capital perdido por la depreciación, entonces el PIB caerá. Además, una diferencia creciente entre el PIB y el PIN indica una obsolescencia cada vez mayor de los bienes de capital, mientras que una diferencia cada vez menor significa que la situación del stock de capital del país está mejorando. Reduce el valor del capital, por eso se separa del PIB para obtener el PIN.